# U-720
Unterseeboot 720 foi um submarino alemão do Tipo VIIC, pertencente a Kriegsmarine que atuou durante a Segunda Guerra Mundial.

## Comandantes
| Comandante                | Data                                         |
| ------------------------- | -------------------------------------------- |
| Oblt. Wolf-Harald Schüler | 17 de setembro de 1943 - 31 de março de 1944 |
| Oblt. Walter Boldt        | 1 de abril de 1944 - 22 de novembro de 1944  |
| Oblt. Erhard Wendelberger | 23 de novembro de 1944 - 5 de maio de 1945   |

## Subordinação
Durante o seu tempo de serviço, esteve subordinado às seguintes flotilhas:
| Período                                          | Flotilha                                      |
| ------------------------------------------------ | --------------------------------------------- |
| 17 de setembro de 1943 - 28 de fevereiro de 1945 | 21. Unterseebootsflottille (submarino escola) |
| 1 de março de 1945 - 5 de maio de 1945           | 31. Unterseebootsflottille (treinamento)      |